# Aeroporto di Najran
L'Aeroporto di Najran (in arabo مطار نجران الإقليمي‎?) (IATA: EAM, ICAO: OENG) è un aeroporto definito come nazionale dalle autorità dell'aviazione civile saudite e situato nell'estremo lembo meridionale dell'Arabia Saudita, nei pressi del confine con lo Yemen a circa 40 km a Nord-Est della città di Najrān.
L'aeroporto di Najran è dotato di una pista di asfalto lunga 3 050 m e larga 45 m, l'altitudine è di 1 213 m, l'orientamento della pista è RWY 06-24 ed è aperto al traffico commerciale dall'alba al tramonto.
Pur essendo definito nazionale dalle autorità dell'aviazione civile saudita, l'aeroporto di Najran riceve anche voli internazionali dai vicini Paesi arabi. Lo scalo ha assorbito, nel 2014, poco più di seicentomila passeggeri.